# St. Anna (Schierwaldenrath)

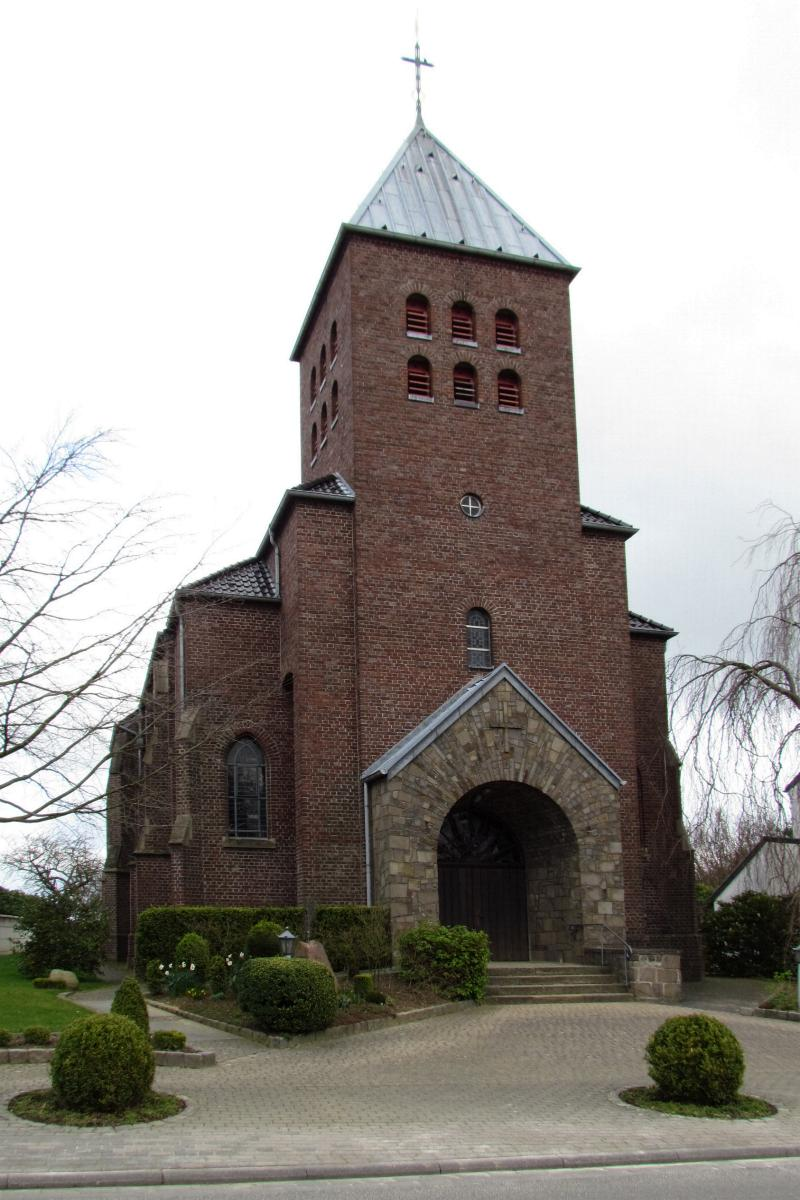
St. Anna in Schierwaldenrath

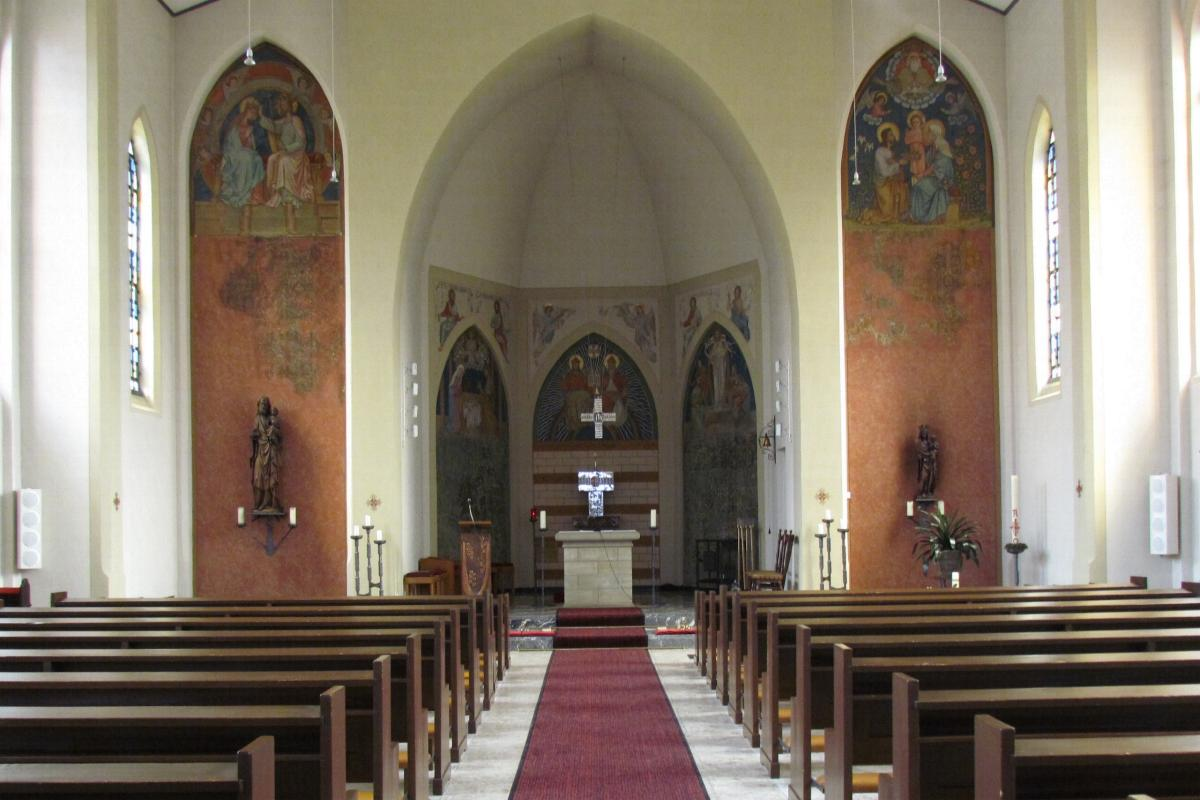
Innenraum

St. Anna ist eine römisch-katholische Pfarrkirche in Schierwaldenrath, einem Ortsteil von Gangelt im Kreis Heinsberg in Nordrhein-Westfalen.
Die Kirche steht unter dem Patrozinium der hl. Mutter Anna.

## Geschichte
Schierwaldenrath verfügte ursprünglich über kein eigenes Gotteshaus. Das Dorf gehörte zur Pfarre Breberen, die Bewohner mussten in der dortigen Pfarrkirche die Messe besuchen. 1789 wandte sich die Ortsbevölkerung an den Pfarrer von Breberen mit der Bitte eine eigene Kapelle errichten zu dürfen. Er entsprach der Bitte, sodass 1790 schließlich eine erste eigene Kapelle in Schierwaldenrath errichtet wurde. Im Zuge der Umstrukturierungen während der Franzosenzeit wurde Schierwaldenrath 1804 eigenständige Pfarrei und die Kapelle somit zur Pfarrkirche erhoben. Von da an war man von Breberen unabhängig.
1886 wurden an dem nun fast 100 Jahre alten Kirchlein Schäden am Turm festgestellt. Dies nahm die Pfarre zum Anlass einen Kirchenneubau ins Auge zu fassen. Zunächst legte die Pfarre einen Fonds für den Kirchenneubau an. Schon 1887 stand ein Grundstück für den Kirchenneubau zur Verfügung. Nachdem genügend finanzielle Mittel bereitstanden, beauftragte man den noch jungen Kölner Architekten Erasmus Schüller mit der Planung einer neuen, großen Pfarrkirche. Noch 1887 wurde mit dem Neubau begonnen, der 1889 vollendet war. Die feierliche Kirchweihe fand am 31. Juli 1889 durch den Kölner Weihbischof Antonius Fischer statt. Es war eine prächtige dreischiffige neugotische Kirche mit hohem schlanken Glockenturm entstanden.
Im Zweiten Weltkrieg wurde am 6. Oktober 1944 der hohe Glockenturm von deutschen Truppen gesprengt. Dadurch wurde neben dem Turm die gesamte Kirche bis auf die Außenmauern zerstört.
Ihre heutige Form erhielt die Kirche durch den Wiederaufbau. Die Pläne dazu lieferte der Essener Architekt Emil Jung. Unter Beibehaltung der erhalten gebliebenen Mauern entstand die heutige Moderne Kirche. Schon 1948 konnte die wiederaufgebaute Kirche eingeweiht werden.

## Baubeschreibung
St. Anna ist eine einschiffige (ursprünglich dreischiffige) flachgedeckte Kirche aus Backsteinen die in ihren Grundformen noch der Neugotik zugeordnet werden kann.

## Ausstattung
Von der ursprünglichen Ausstattung haben sich noch Wandgemälde aus dem Jahr 1935 im Chor und den Seitenchören erhalten sowie der Taufstein aus den 1890er Jahren erhalten.

## Pfarrer
Folgende Priester wirkten bislang als Pastor an St. Anna
| von – bis | Name                     |
| --------- | ------------------------ |
| 1916–1938 | Franz Pfennigs           |
| 1938–1939 | Josef Klein              |
| 1939–1950 | Wilhelm Bremer           |
| 1950–1958 | Heinrich Schiffer        |
| 1958–1975 | Peter Görtz              |
| 1975–1980 | Hermann-Josef Fischenich |
| 1980–2010 | P. Constant Raes SMM     |
| Seit 2010 | Andreas Krieg            |